# Frente Popular Agrícola del Perú
Die Frente Popular Agrícola del Perú (FREPAP, Agrarische Volksfront von Peru) ist eine peruanische politische Partei.

## Geschichte
1968 gründete der Prediger Ezequiel Ataucusi Gamonal in „Los Israelitas“ im Amazonas-Regenwald eine fundamentalistische Sekte namens Asociación Evangélica de la Misión Israelita del Nuevo Pacto Universal, die einen synkretischen Glauben vertritt und dessen Anhänger sich in alttestamentarisch-biblischen Roben kleiden. Ataucusi bezeichnet sich selbst als „Christus des Westens“ und „Wiedergeburt des heiligen Geistes“.
1989 formierte sich daraus eine politische Partei, die 1995 einen Abgeordneten ins Parlament entsandte, der loyal zur autoritären Fujimori-Regierung stand.
2000 starb Ataucusi und die Partei verschwand nach internen Streitigkeiten zunächst von der Bildfläche. Sie wurde 2015 von Ezequiel Ataucusi Molina, dem Sohn des Parteigründers, wiederbegründet.
Im Jahr 2020 erlangte die Partei überraschend rund 8,9 % der Wählerstimmen und stellte 15 Abgeordnete im Kongress. Dieser Erfolg  wurde vor allem als Protest gegen die etablierten Parteien und grassierende Korruption gewertet. „Die Peruaner glauben, dass eine angesehene religiöse Persönlichkeit einen nicht ausbeutet oder korrupt ist“, schrieb Dan Collyns im Guardian zum Wahlerfolg der Partei.
Bei den Kongresswahlen am 11. April 2021 erlangte die FREPAP keinen Sitz.

## Ideologie
Die Ideologie der Partei vereint evangelikal-fundamentalistische, agrar-utopische und antikapitalistische Ideen. Sie gibt selbst folgende Prinzipien an:
- Theokratie – Die Beachtung des göttlichen Rechts der Zehn Gebote, um Korruption zu bekämpfen und aufrechte Politiker zu fördern
- Nationalismus – Verteidigung von Perus Identität, Kultur und natürlichen Ressourcen
- Tahuantinsuyonismus  – Förderung der Organisation und der Moralethik des Inkareichs
- Revolution – Menschen, die in Elend leben, auf einen Weg der Freiheit und Selbstständigkeit bringen
- Agrarismus – Förderung der Landwirtschaft, um die sozioökonomischen Standards Perus zu heben
- Integration – Vereinigung aller Peruaner zum Wohle der Nation

Die FREPAP spricht sich gegen die Abtreibung und gegen sie Gleichberechtigung von Homosexuellen im Eherecht und im Familienrecht aus. In ihrer Weltsicht ist die Frau dem Mann untergeordnet. Francisco Toro von der Wirtschaftsvereinigung G50 beschrieb die FREPAP als eine „Partei, die auf einem messianischen Kult“ beruht.